# Neskaupstaður
Neskaupstaður là một thị trấn nằm ở trên fjord Norðfjörður ở phía đông Iceland. Nó là một phần khu tự quản Fjarðabyggð với dân số năm 2008 là 1400 người.
Neskaupstaður đã gia nhập Eskifjörður và Reyðarfjörður vào năm 1998 để tạo khu tự quản Fjarðabyggð.
Các làng khác tạo nên khu tự quản là: Eskifjörður (1.068 dân), Fáskrúðsfjörður (611 dân), Mjóifjörður (35 dân), Reyðarfjörður (2.238 dân) và Stöðvarfjörður (231 dân).